# 細帶鸚竺鯛
細帶鸚竺鯛（學名：Ostorhinchus  leptofasciatus），又稱細帶鸚天竺鯛，為輻鰭魚綱鈎頭魚目天竺鯛科鸚竺鯛屬下的一個種，分布於西太平洋印尼拉賈安帕群島和澳洲大堡礁海域，深度10至20公尺，本魚體呈橢圓形，體稍側扁，頭大、眼大、口大且斜裂，頜齒細小，前鰓蓋骨邊緣有鋸齒，鰓蓋骨後緣棘不發達，體被弱櫛鱗，體色淺銅棕色，鰓蓋和體側中部金色，上半身有一對細棕色條紋，尾鰭基部有黑色斑點，背鰭2個，尾鰭叉形，背鰭硬棘8枚、背鰭軟條9枚、臀鰭硬棘2枚、臀鰭軟條8枚，體長可達5公分，棲息在珊瑚礁區，夜間活動，屬肉食性，繁殖期時，雄魚具有口孵習性，卵約7日化成仔魚，由雄魚吐出，具短暫的仔魚飄浮期，生活習性不明。